# Wikiwand
Wikiwand es una interfaz de software comercial patentada desarrollada para ver artículos de Wikipedia disponible para varios navegadores web populares como una extensión de navegador gratuita o una aplicación móvil. Agrega una interfaz patentada con navegación personalizada, que a diferencia de Wikipedia, contiene anuncios.

## Historia
Wikiwand (originalmente WikiWand) fue fundada en 2013 por Lior Grossman e Ilan Lewin. Lanzada oficialmente en agosto de 2014, la interfaz incluye un menú de barra lateral, barra de navegación, enlaces personalizados a otros idiomas, nueva tipografía y acceso a vistas previas de artículos enlazados. La lista de contenidos se muestra constantemente en el lado izquierdo. La interfaz también incluye anuncios gráficos y artículos patrocinados. En julio de 2020, una página web de Wikiwand de muestra tenía 6 anuncios gráficos y 36 artículos patrocinados. Hay cinco anuncios gráficos en la sección de contenido principal del artículo, uno en la barra de navegación del lado izquierdo y los artículos patrocinados están debajo del contenido del artículo.
Según Grossman, "No tenía sentido para nosotros que el quinto sitio web más popular del mundo, utilizado por 500 millones de personas, tuviera una interfaz que no se haya actualizado en más de una década. Encontramos la interfaz de Wikipedia abarrotada, difícil de leer (grandes bloques de texto pequeño), difícil de navegar y deficiente en términos de usabilidad ".
En mayo de 2017, Ilan Lewin dejó Wikiwand donde se desempeñaba como director de tecnología.
En enero de 2019, Lior Grossman dejó Wikiwand, donde se desempeñaba como director ejecutivo.
En febrero de 2020, se estaba desarrollando una aplicación para Android.
En 2021, se observó que visitar una página de Wikiwand hacía que el dispositivo del visitante intercambiara cientos de solicitudes y varios megabytes de datos con los anunciantes.
El 12 de enero de 2023, Wikiwand 2.0 se lanzó oficialmente con una interfaz revisada y nuevas funciones como texto a voz y resúmenes generados por IA en colaboración con Wordtune Read. El 1 de marzo, se agregó una función de preguntas y respuestas impulsada por GPT-3 en la parte superior de todos los artículos.

## Relación con Wikipedia
En 2014, Wikiwand pudo recaudar 506.953 euros para apoyar el desarrollo de la interfaz. Declaró que tenía la intención de recaudar ingresos a través de la publicidad y donar el 30% de sus ganancias a la Fundación Wikimedia, aunque la declaración de donación fue eliminada de su página de información a principios del año 2015 por lo que ha sido multitud de veces criticado.

## Compatibilidad
La interfaz está disponible en Google Chrome, Safari y Firefox, así como a través del sitio web de Wikiwand. En marzo de 2015, Wikiwand lanzó una aplicación iOS para iPhone y iPad. Actualmente se está desarrollando una aplicación para Android.